# Ricșă

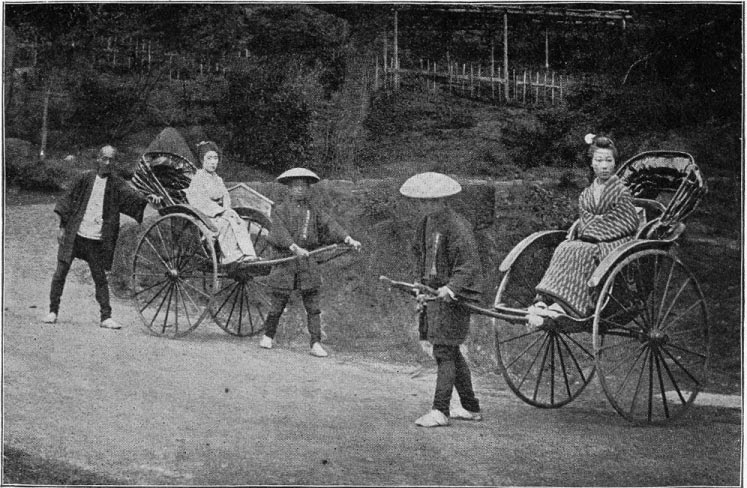
Ricșe japoneze ca. 1897

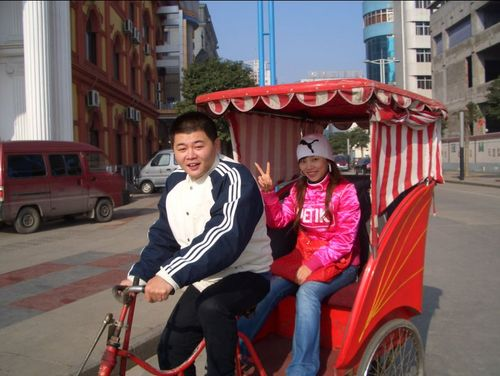
O ricșă-bicicletă la Beijing

O ricșă este un mijloc de transport pentru una sau două persoane, constând dintr-o trăsurică cu două roți trasă de o persoană. Ricșele au fost des folosite în trecut, mai ales de către clasele superioare, dar acum sunt interzise în multe țări, din cauza pericolului de accidente. În unele zone turistice sunt folosite pentru transportul turiștilor.

## Etimologie
Cuvântul vine de la jinrikisha (人力車, 人 jin = om, 力 riki = putere, forță, 車 sha = vehicul), astfel însemnând „vehicul propulsat de puterea umană”.

## Istorie

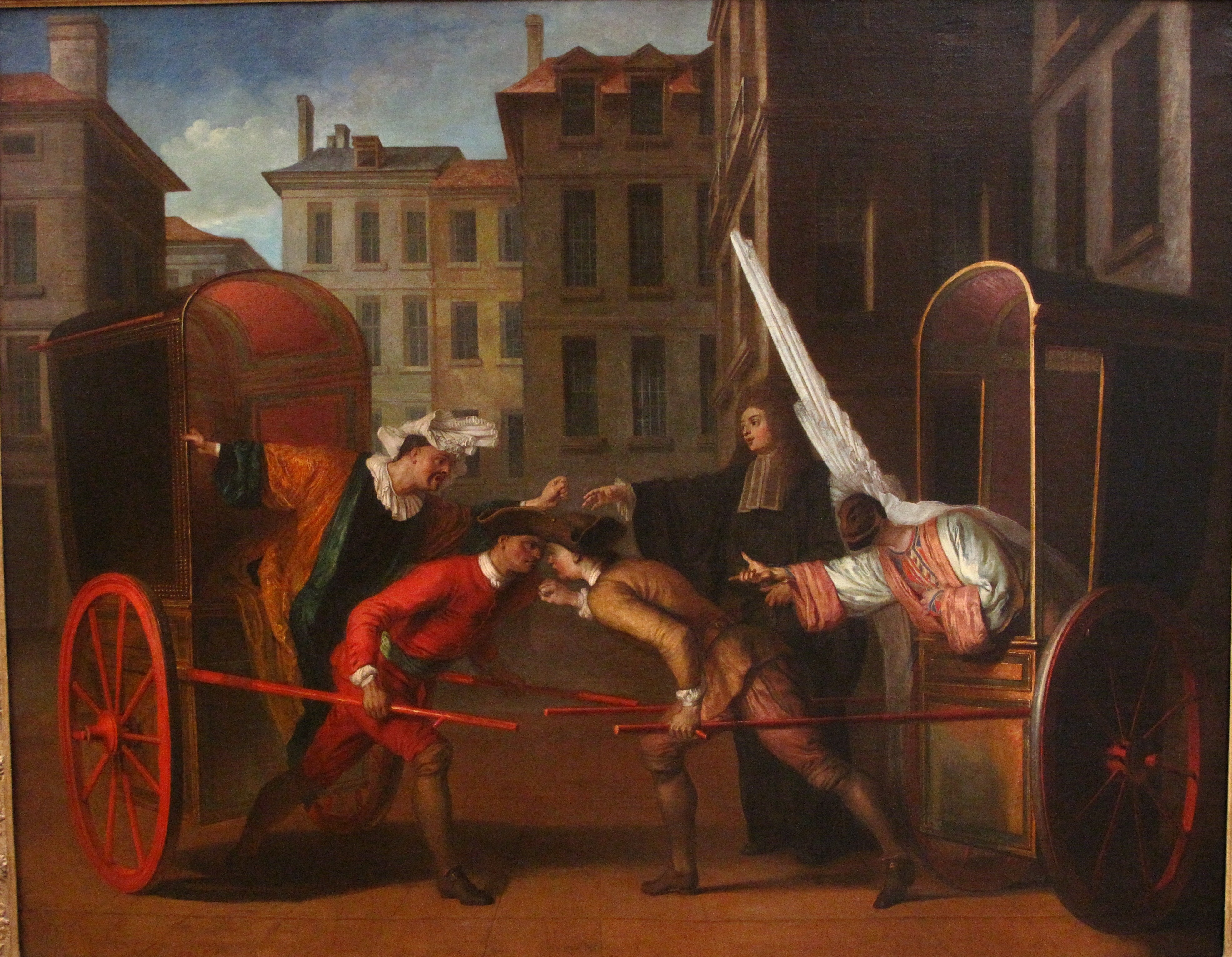
Les Deux Carrosses de Claude Gillot, 1707

În Japonia au apărut cam prin 1868, odată cu Restaurația Meiji, înlocuind palanchinele.
Este neclar cine a inventat ricșa, unele surse numindu-l pe un fierar american, Albert Tolman, ca fiind primul care a construit o ricșă în 1848, sau un misionar american în Japonia, Jonathan Scobie (sau W. Goble) prin 1869, dar în pictura din 1707 „Les deux carrosses” de Claude Gillot se văd clar două ricșe, numite „vinaigrettes”, la Paris, Franța, deci existau deja la vremea aceea.
Conform altor surse, invenția ar fi din 1869 și ar aparține unui japonez, Yōsuke Izumi. 
În 1872, la Tokio existau ca. 40.000 de ricșe.

## Galerie

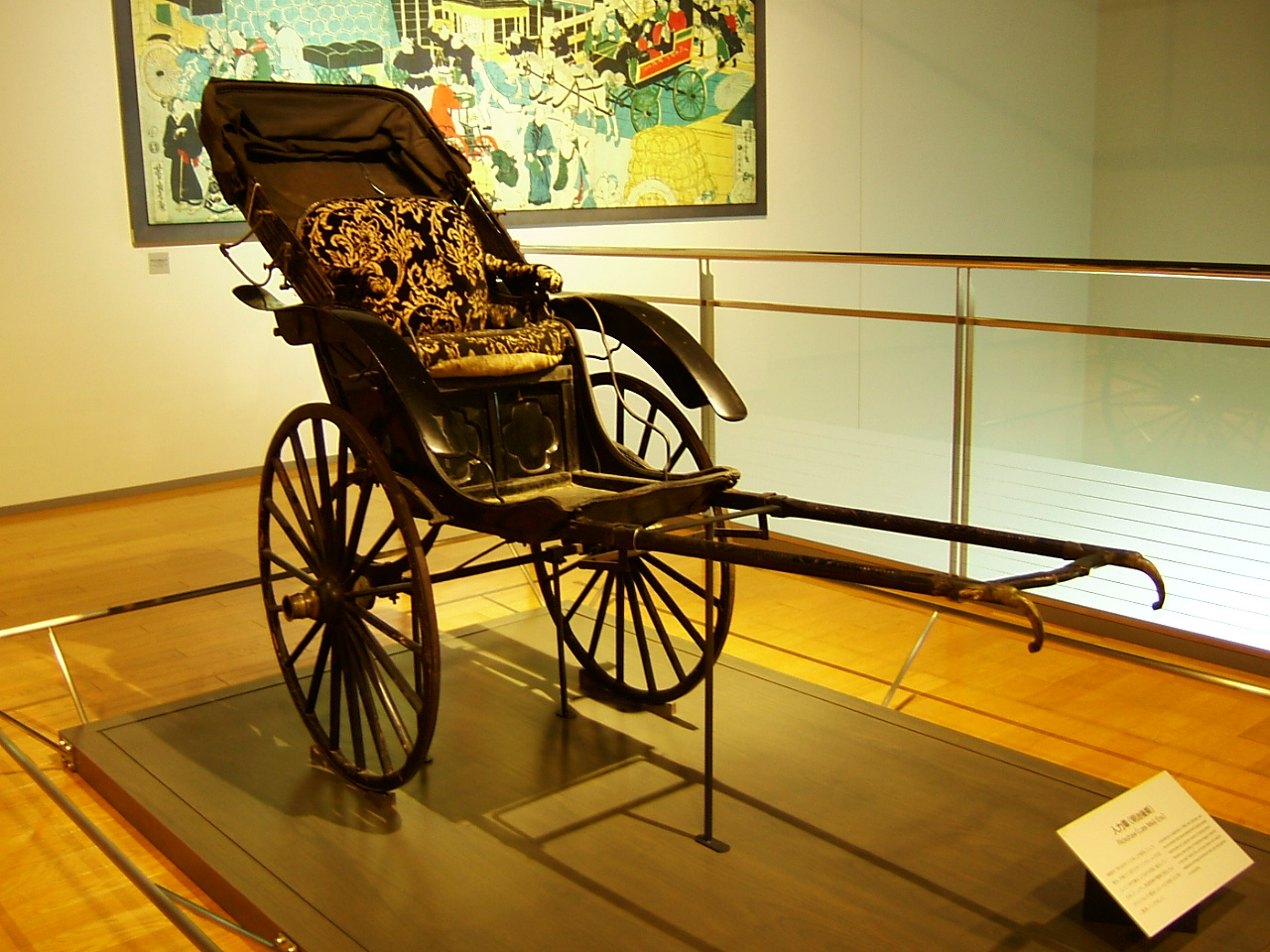
Ricşă la muzeul Toyota, Japonia
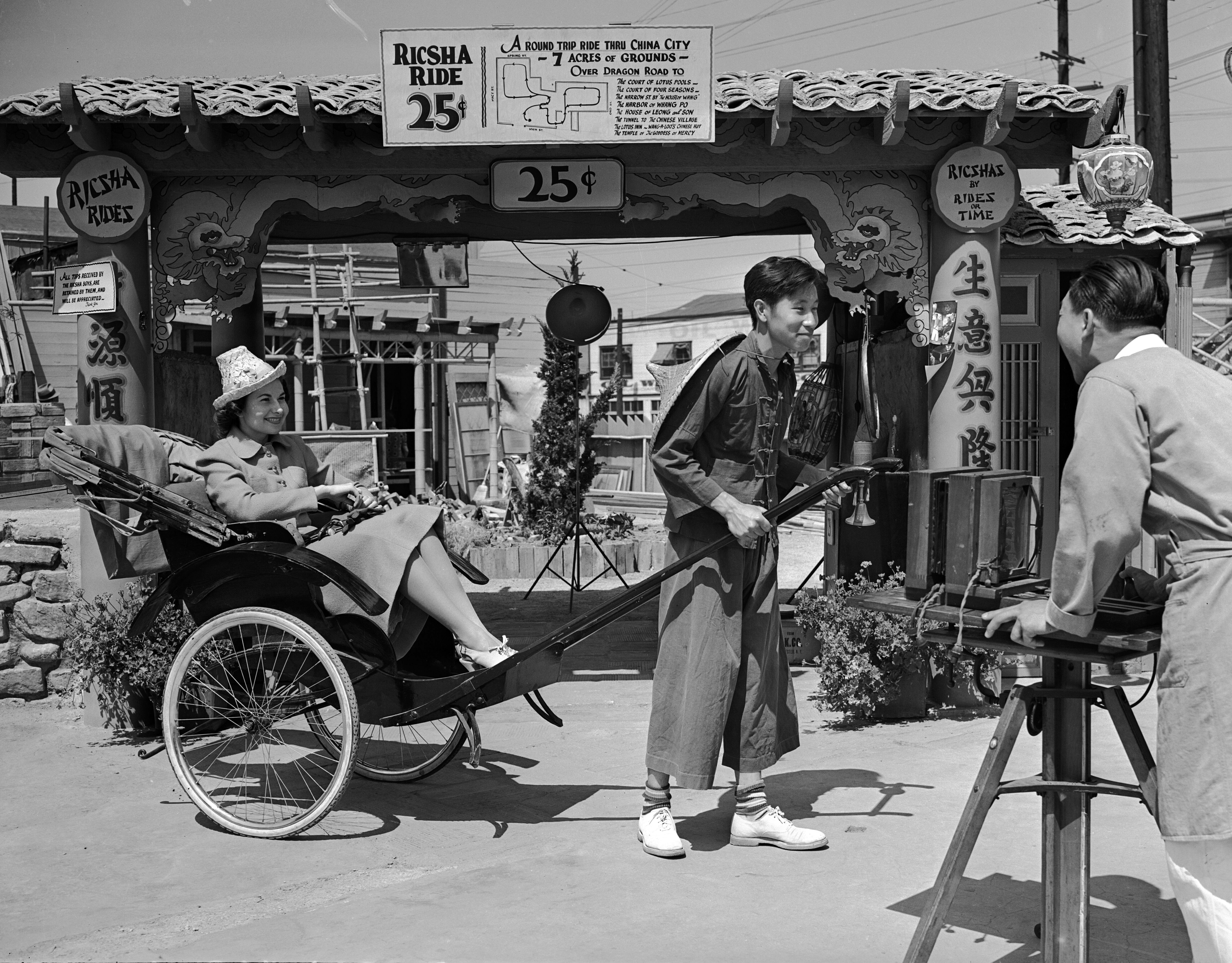
Ricşă la Los Angeles
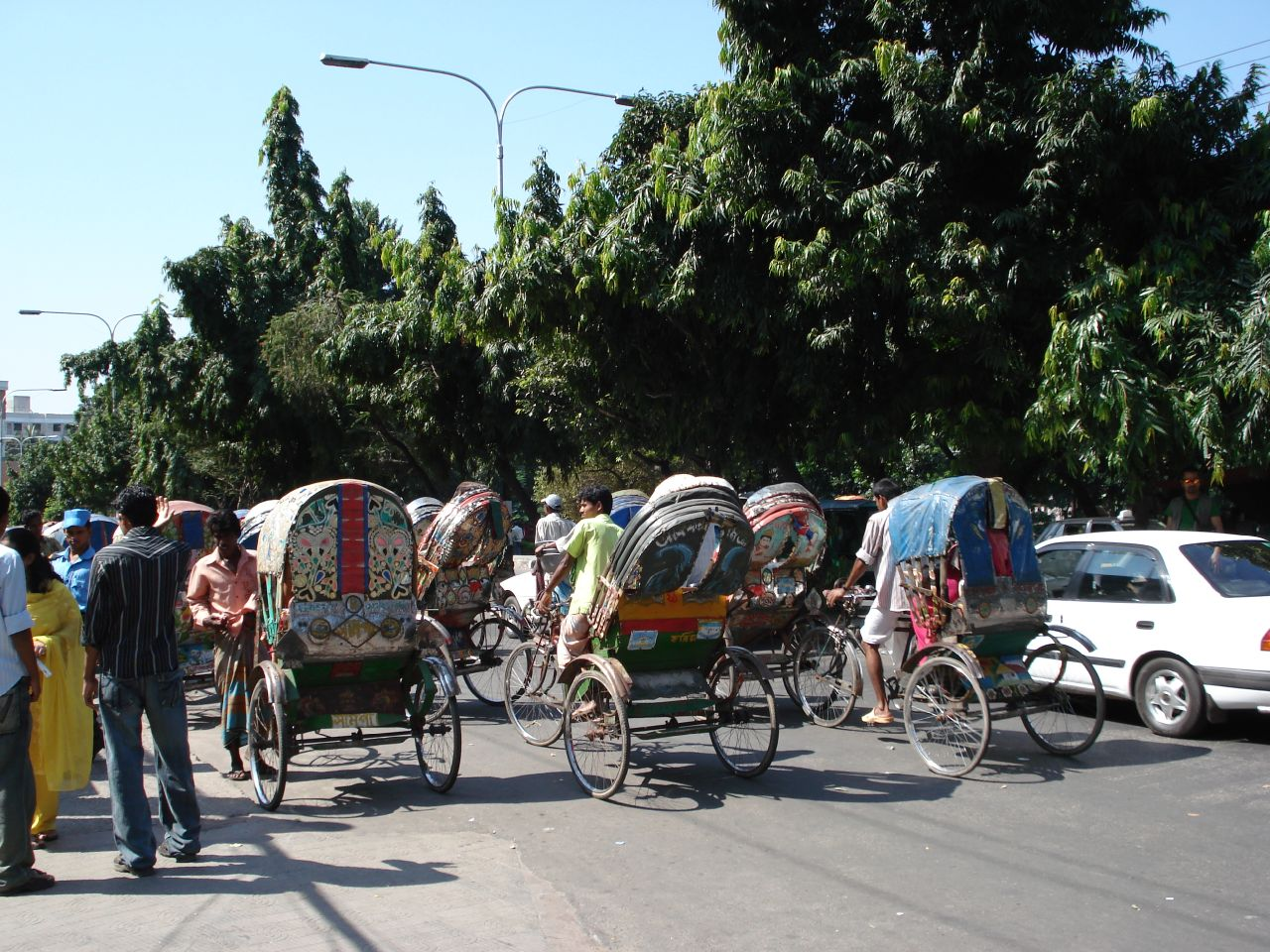
Ricşe la Dhaka, Bangladesh
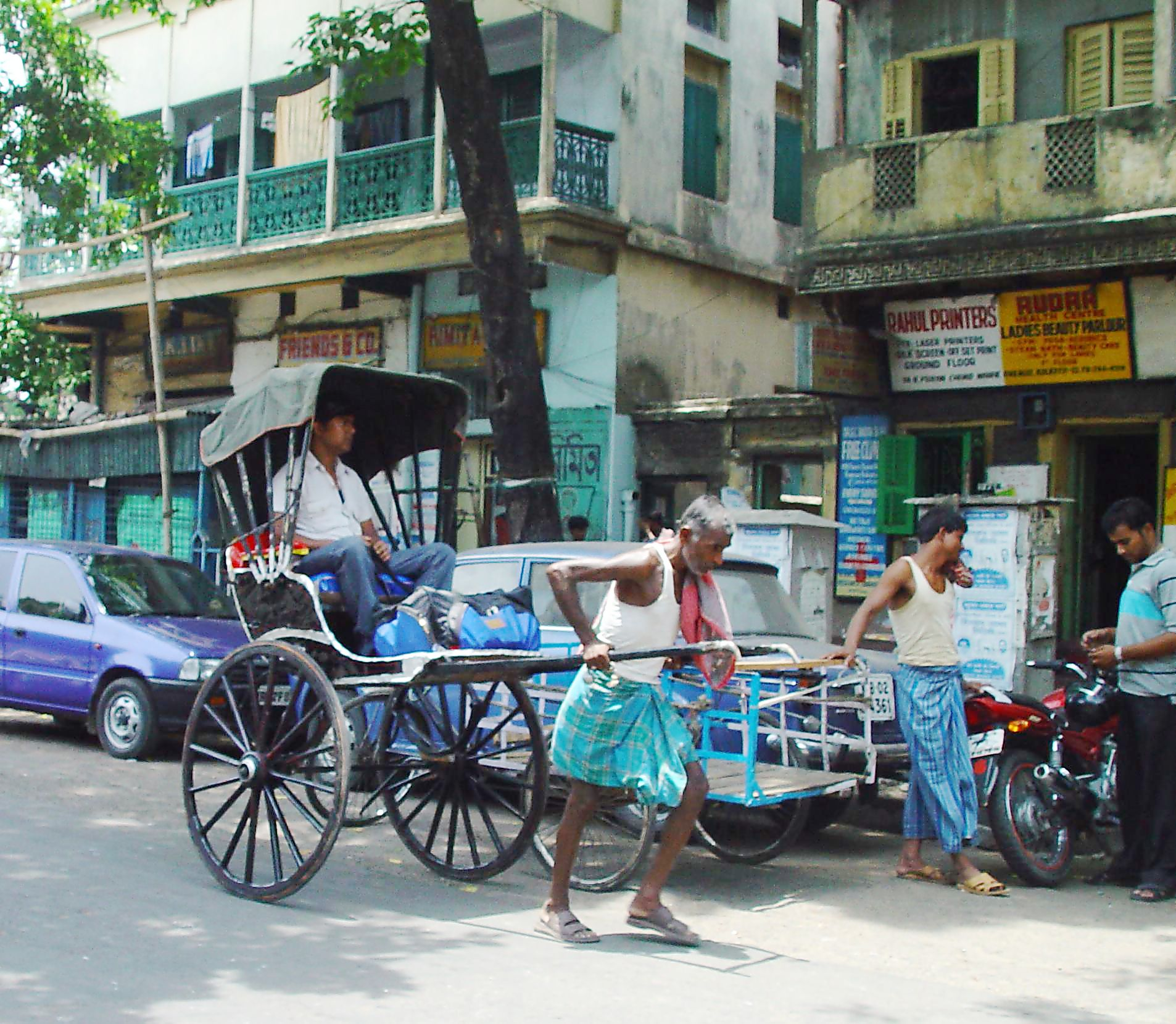
Ricşă în India
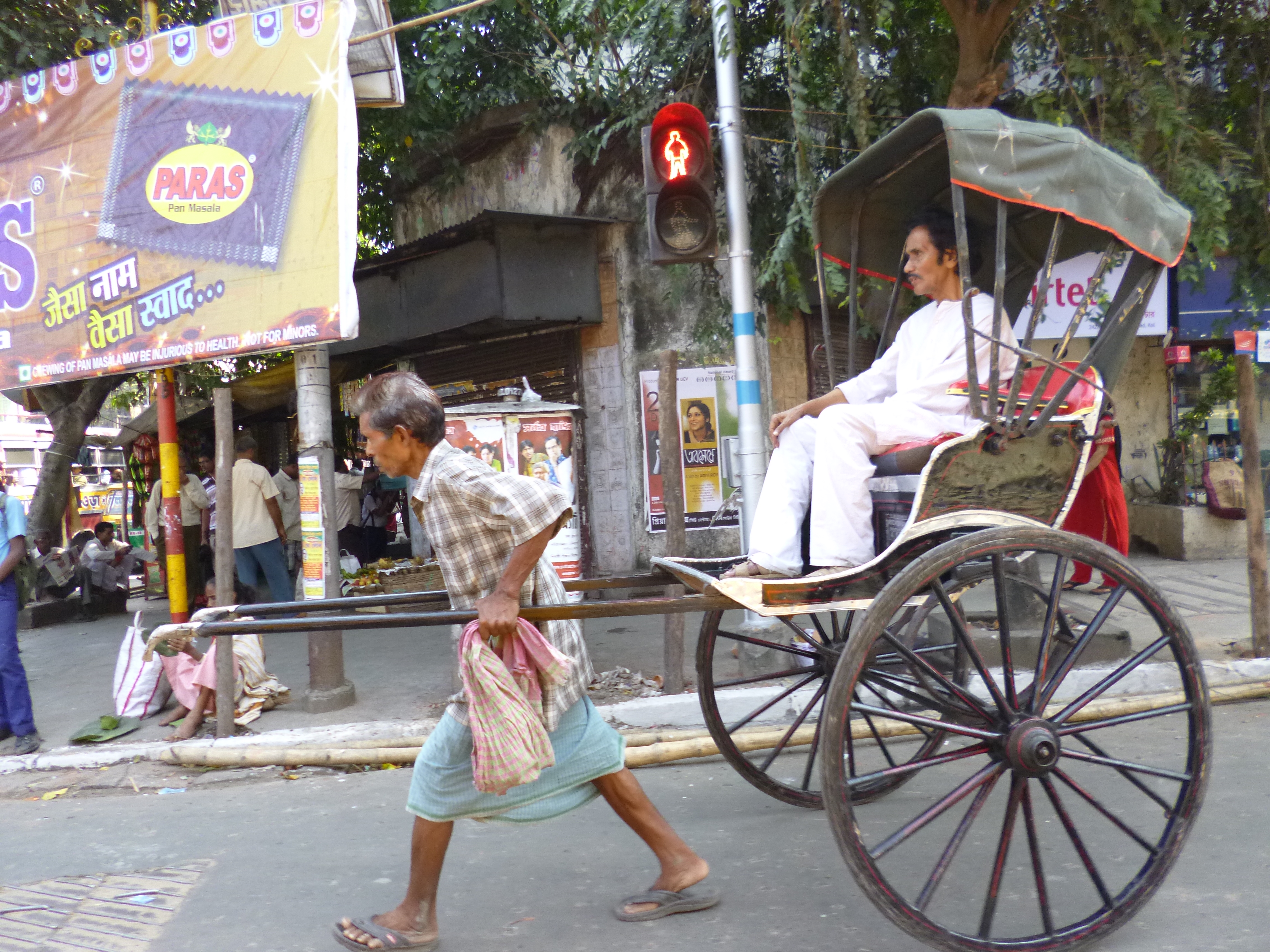
Ricşă în Kolkata